# Glietz
Glietz (en bas sorabe : Zglic) est un petit village d'environ 80 habitants appartenant à la commune de Märkische Heide (arrondissement de Dahme-Forêt-de-Spree), dans le land de Brandebourg, en Allemagne. 

## Géographie
La localité se situe dans le nord de la région historique de Basse-Lusace, à environ 15 kilomètres au nord-est de Lübben et à 16 kilomètres au sud-ouest de Friedland.

## Histoire

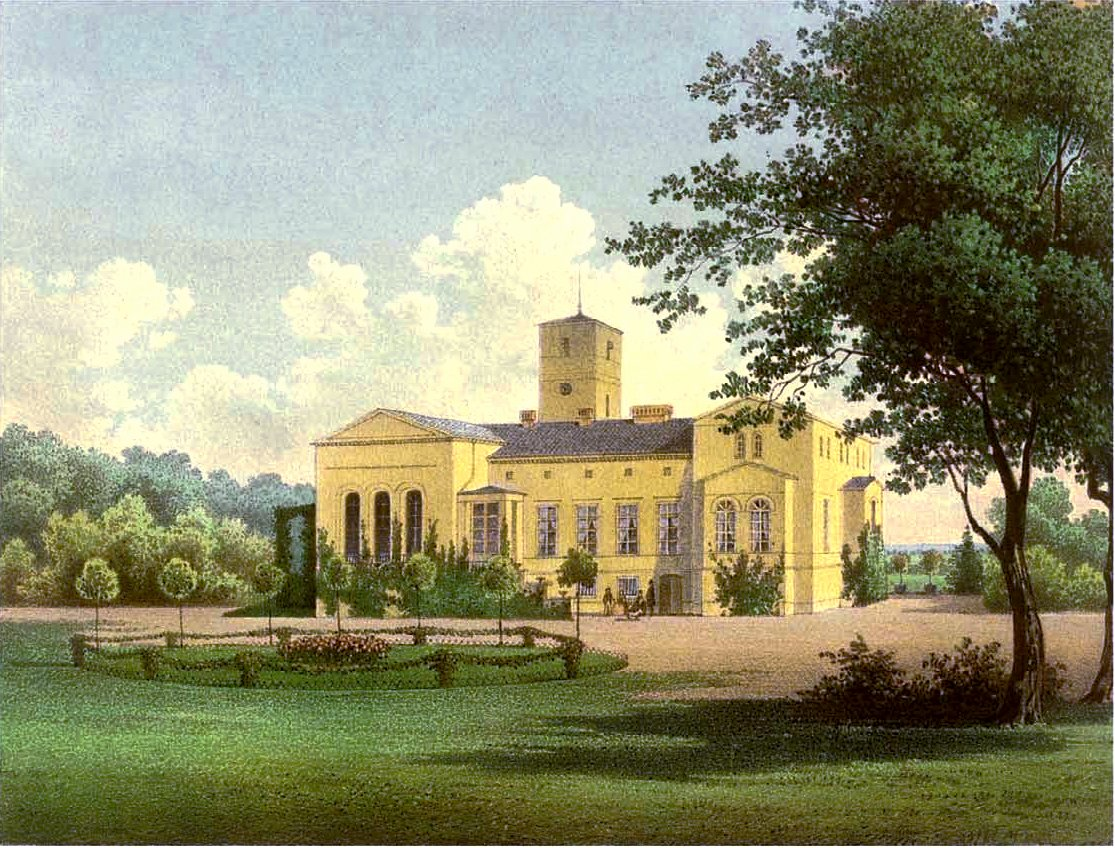
Le manoir de Glietz vers 1865, recueil d'Alexander Duncker.

Le lieu a été mentionné pour la première fois en 1475 sous le nom de Sglitczk puis en 1517 comme Glietz. Le village a appartenu au margraviat de Lusace, un pays de la couronne de Bohême qui à partir de 1526 devient partie intégrante de la monarchie de Habsbourg. La seigneurie de Beeskow, au nord, faisait désormais partie de la marche de Brandebourg.
Glietz est connu pour son château et son cimetière qui abrite des soldats suédois tombés pendant la guerre de Trente Ans au XVIIe siècle. Une grosse pierre d'1,5 × 1 m avec l'inscription Schweden Friedhof 1632 en indique l'emplacement, à deux kilomètres au nord-est du village. Selon le traité de Prague conclu en 1635, la Basse-Lusace a été cédée à l'électorat de Saxe.
Le congrès de Vienne de 1815 donna le territoire au royaume de Prusse ; Glietz est alors incorporé dans la province de Brandebourg. Le village fait partie depuis 2003 de la commune de Märkische Heide. 

## Population
- 1925: 177
- 1992: 110
- 2002:  78